# Fulco Luigi Ruffo-Scilla
Fulco Luigi Ruffo-Scilla (Palermo, 6 aprile 1840 – Roma, 29 maggio 1895) è stato un cardinale italiano.

## Biografia
Terzo dei sei figli di don Fulco Antonio Ruffo, IX principe di Scilla e ambasciatore del Regno di Napoli in Svizzera e nel Regno di Sardegna, e di donna Eleonora Galletti, studiò presso il Seminario Maggiore di Roma dove si licenziò teologia il 3 settembre 1860 e in utroque iure il 14 luglio 1864.
Venne ordinato sacerdote il 20 settembre 1862 ed entrò come prelato domestico presso la corte pontificia sotto papa Pio IX: dal 13 marzo 1868 ebbe il titolo di protonotario apostolico.
Il 28 dicembre 1877 Pio IX lo elesse arcivescovo di Chieti: venne ordinato il 6 gennaio 1878 dal cardinale Flavio Chigi; ricoprì quella carica per circa dieci anni, ma si occupò poco della cura della diocesi e preferì restare a Roma, dove 21 giugno 1881 venne anche nominato assistente al soglio pontificio. Il 23 maggio 1887 si dimise da arcivescovo di Chieti e venne trasferito alla sede titolare di Petra: il pontefice lo inviò quindi in Baviera come nunzio apostolico. Fu presto richiamato alla corte papale a Roma e venne nominato prefetto del Palazzo Apostolico.
Papa Leone XIII lo elesse cardinale dell'ordine dei presbiteri del titolo di Santa Maria in Traspontina nel concistoro del 17 dicembre 1891: fu camerlengo del Sacro Collegio dei Cardinali dal 18 maggio 1894 e si spense l'anno successivo.

## Genealogia episcopale
La genealogia episcopale è:
- Cardinale Scipione Rebiba
- Cardinale Giulio Antonio Santori
- Cardinale Girolamo Bernerio, O.P.
- Arcivescovo Galeazzo Sanvitale
- Cardinale Ludovico Ludovisi
- Cardinale Luigi Caetani
- Cardinale Ulderico Carpegna
- Cardinale Paluzzo Paluzzi Altieri degli Albertoni
- Papa Benedetto XIII
- Papa Benedetto XIV
- Cardinale Enrico Enriquez
- Arcivescovo Manuel Quintano Bonifaz
- Cardinale Buenaventura Córdoba Espinosa de la Cerda
- Cardinale Giuseppe Maria Doria Pamphilj
- Papa Pio VIII
- Papa Pio IX
- Cardinale Flavio Chigi
- Cardinale Fulco Luigi Ruffo-Scilla

## Ascendenza
|                                                                         |                                                             |                                                             | Genitori                                             |  |  | Nonni |  |  | Bisnonni                                    |  |  | Trisnonni                                      |  |
|                                                                         |                                                             |                                                             |                                                      |  |  |       |  |  | Fulco Antonio Ruffo, VII principe di Scilla |  |  | Guglielmo Antonio Ruffo, principe di Palazzolo |  |
|                                                                         |                                                             |                                                             |                                                      |  |  |       |  |  | Fulco Antonio Ruffo, VII principe di Scilla |  |  | Guglielmo Antonio Ruffo, principe di Palazzolo |  |
|                                                                         |                                                             | Maria Lucrezia Reggio                                       |                                                      |  |  |       |  |  | Fulco Antonio Ruffo, VII principe di Scilla |  |  |                                                |  |
| Fulco Giordano Ruffo, VIII principe di Scilla                           |                                                             |                                                             |                                                      |  |  |       |  |  | Fulco Antonio Ruffo, VII principe di Scilla |  |  |                                                |  |
|                                                                         |                                                             | Maria Carlotta della Leonessa                               | Giuseppe Maria della Leonessa, IV principe di Sepino |  |  |       |  |  |                                             |  |  |                                                |  |
|                                                                         |                                                             | Maria Carlotta della Leonessa                               | Giuseppe Maria della Leonessa, IV principe di Sepino |  |  |       |  |  |                                             |  |  |                                                |  |
|                                                                         |                                                             | Maria Carlotta della Leonessa                               | Maria Giovanna di Somma                              |  |  |       |  |  |                                             |  |  |                                                |  |
| Fulco Antonio Ruffo, IX principe di Scilla                              |                                                             | Maria Carlotta della Leonessa                               |                                                      |  |  |       |  |  |                                             |  |  |                                                |  |
|                                                                         |                                                             | Fabrizio Alliata, VI principe di Villafranca                | Giuseppe Letterio Alliata, principe di Buccheri      |  |  |       |  |  |                                             |  |  |                                                |  |
|                                                                         |                                                             | Fabrizio Alliata, VI principe di Villafranca                | Giuseppe Letterio Alliata, principe di Buccheri      |  |  |       |  |  |                                             |  |  |                                                |  |
|                                                                         |                                                             | Fabrizio Alliata, VI principe di Villafranca                | Maria Felice Colonna di Paliano                      |  |  |       |  |  |                                             |  |  |                                                |  |
| Maria Felice Alliata                                                    |                                                             | Fabrizio Alliata, VI principe di Villafranca                |                                                      |  |  |       |  |  |                                             |  |  |                                                |  |
|                                                                         |                                                             | Giuseppa Sofia Maria Moncada                                | Giovanni Luigi Moncada, IX principe di Paternò       |  |  |       |  |  |                                             |  |  |                                                |  |
|                                                                         |                                                             | Giuseppa Sofia Maria Moncada                                | Giovanni Luigi Moncada, IX principe di Paternò       |  |  |       |  |  |                                             |  |  |                                                |  |
|                                                                         |                                                             | Giuseppa Sofia Maria Moncada                                | Agata Branciforte di Scordia                         |  |  |       |  |  |                                             |  |  |                                                |  |
| Fulco Luigi Ruffo-Scilla                                                |                                                             | Giuseppa Sofia Maria Moncada                                |                                                      |  |  |       |  |  |                                             |  |  |                                                |  |
|                                                                         | Niccolò Galletti di San Cataldo, VI principe di Fiumesalato | Vittorio Galletti di San Cataldo, V principe di Fiumesalato |                                                      |  |  |       |  |  |                                             |  |  |                                                |  |
|                                                                         | Niccolò Galletti di San Cataldo, VI principe di Fiumesalato | Vittorio Galletti di San Cataldo, V principe di Fiumesalato |                                                      |  |  |       |  |  |                                             |  |  |                                                |  |
|                                                                         | Niccolò Galletti di San Cataldo, VI principe di Fiumesalato | Giuseppa Ippolita La Grúa Talamanca                         |                                                      |  |  |       |  |  |                                             |  |  |                                                |  |
| Salvatore Vittorio Galletti di San Cataldo, VII principe di Fiumesalato | Niccolò Galletti di San Cataldo, VI principe di Fiumesalato |                                                             |                                                      |  |  |       |  |  |                                             |  |  |                                                |  |
|                                                                         |                                                             | Eleonora Oneto                                              | Francesco Oneto, duca di Sperlinga                   |  |  |       |  |  |                                             |  |  |                                                |  |
|                                                                         |                                                             | Eleonora Oneto                                              | Francesco Oneto, duca di Sperlinga                   |  |  |       |  |  |                                             |  |  |                                                |  |
|                                                                         |                                                             | Eleonora Oneto                                              | Stefania Gravina di Montevago                        |  |  |       |  |  |                                             |  |  |                                                |  |
| Maria Eleonora Galletti di San Cataldo                                  |                                                             | Eleonora Oneto                                              |                                                      |  |  |       |  |  |                                             |  |  |                                                |  |
|                                                                         |                                                             | Baldassarre Platamone, duca di Cannizzaro                   | …                                                    |  |  |       |  |  |                                             |  |  |                                                |  |
|                                                                         |                                                             | Baldassarre Platamone, duca di Cannizzaro                   | …                                                    |  |  |       |  |  |                                             |  |  |                                                |  |
|                                                                         |                                                             | Baldassarre Platamone, duca di Cannizzaro                   | …                                                    |  |  |       |  |  |                                             |  |  |                                                |  |
| Concetta Platamone                                                      |                                                             | Baldassarre Platamone, duca di Cannizzaro                   |                                                      |  |  |       |  |  |                                             |  |  |                                                |  |
|                                                                         |                                                             | Rosalia Moncada                                             | Francesco Moncada, IV principe di Larderia           |  |  |       |  |  |                                             |  |  |                                                |  |
|                                                                         |                                                             | Rosalia Moncada                                             | Francesco Moncada, IV principe di Larderia           |  |  |       |  |  |                                             |  |  |                                                |  |
|                                                                         |                                                             | Rosalia Moncada                                             | Maria Concetta Branciforte                           |  |  |       |  |  |                                             |  |  |                                                |  |
|                                                                         |                                                             | Rosalia Moncada                                             |                                                      |  |  |       |  |  |                                             |  |  |                                                |  |